# Petter Zennström
Petter Mattias Zennström, född 4 november 1945 i Stockholm, död 23 april 2014, var en svensk grafiker och målare.
Petter Zennström utbildade sig på Kungliga Konsthögskolan i Stockholm 1971-76 för Åke Pallarp. Under 1980- och 1990-talen företog han flera resor till länder i tredje världen. Han var engagerad i samtidens politiska och sociala förhållanden och gjorde mycket politiskt betonad, men samtidigt dekorativ, konst i svartvita träsnitt och bilder på skrapkartong. En av hans insprirationskällor var den mexikanske 1800-talskonstnären José Guadalupe Posada. 
Senare övergick han till att måla med ett mer abstrakt bildspråk och i starka, signalklara färger.
Han är representerad på Göteborgs konstmuseum, Moderna museet i Stockholm, Kalmar konstmuseum, Norrköpings Konstmuseum och på Museet for samtidskunst i Oslo.
| ”            | I sitt måleri visade Petter Zennström hur han förmådde bära med sig sin vrede och sitt utanförskap in i ett mer abstrakt formspråk där färgen, med sina oortodoxa kombinationer, gav uttryck åt känslorna. En banal och hård konstrast mellan svart och gult kunde drabba alla sinnen på en gång... | „ |
| Olle Granath | |   |

Han är son till kulturjournalisten Per-Olov Zennström och bror till författaren Maria Zennström.

## Offentliga verk i urval
- Tre figurer, ridå för Aula Magna på Karlstads universitet, 2002, handvävd botten med applikationer och handbroderi av HV Ateljé[9]